# Polizeiruf 110: Mörderkind
Mörderkind ist ein deutscher Kriminalfilm von Matti Geschonneck aus dem Jahr 1999. Es ist die 209. Folge innerhalb der Filmreihe Polizeiruf 110 und der erste Fall für Hauptmeister Horst Krause und seine Partnerin Wanda Rosenbaum.

## Handlung
Kriminalhauptkommissarin Wanda Rosenbaum wurde in die brandenburgische Provinz versetzt und wird dort mit ihrem ersten Fall konfrontiert:
Die 14-jährige Jennifer wird tot an einem Teich gefunden. Sie wurde mit einem Stein erschlagen. Schnell macht sich der 13-jährige Außenseiter Mark, an dessen T-Shirt Blut des Opfers gefunden wird, verdächtig. Bei der Polizei gesteht er, Jennifer erschlagen zu haben. Jedoch werden an Jennifer auch Spermaspuren gefunden, die nicht von Mark stammen. Ein freiwilliger Massengentest unter den Dorfbewohnern ergibt, dass die gefundene DNA dem Tierarzt Dr. Augustin zuzuordnen ist. Dieser gesteht im Verhör zwar eine Affäre mit dem Mädchen zu, er war auch nachweislich am Tatort – die Indizien reichen aber nicht für einen Haftbefehl. Wieder auf freiem Fuß begeht Augustin Suizid und gesteht in einem Abschiedsbrief, für Jennifers Tod verantwortlich zu sein.
Auf einen Hinweis des begutachtenden Psychiaters Dr. Jobst hin erkennt Rosenbaum, dass doch Mark der Täter ist. Sie setzt sich dafür ein, dass der noch strafunmündige Mark in psychiatrische Behandlung genommen wird.

## Produktion
Der Film wurde 1998 in Gröben (Ludwigsfelde) gedreht.

## Kritik
Die Kritiker der Fernsehzeitschrift TV Spielfilm vergaben die bestmögliche Wertung (Daumen nach oben) und schrieben: „Psychologie und Gefühl statt lauter Effekte“.
Rainer Tittelbach gibt dem Film bei tittelbach.tv insgesamt 5 von 6 Sternen. Der DDR-Star Jutta Hoffmann feiere mit diesem Polizeiruf in der Rolle als Potsdamer Kommissarin Wanda Rosenbaum einen Einstand nach Maß. Sie begegne ihren Vorgesetzten und ihrem Technokraten-Zackzack mit Sarkasmus, der männliche Beamtenapparat würde sie anwidern. Sie bringe für den aufzuklärenden Fall allerdings umso mehr Sensibilität und Verständnis auf. Das eingesetzte Ensemble – neben Hoffmann sind dies Krause, Horwitz, Matthes und Stadlober – könne sich sehen lassen. Ebenso bestimme die Gegend – das gottverlassene Gröben – den Erzählrhythmus des Films. Regisseur Matti Geschonneck sei für solche poetischen Dramen genau der Richtige und würde mit mehr Hang zum Menschlichen inszenieren als sonst, da in diesem Film auch eine Milieu- und soziale Krankheitsgeschichte dargestellt würde: „Die Biographie eines Jungen“ stehe im Zentrum, „ohne aus dem "Polizeiruf" ein Betroffenheitsdrama zu machen“.